# Verbascum gabrielae
Verbascum gabrielae är en flenörtsväxtart som först beskrevs av Joseph Friedrich Nicolaus Bornmüller, och fick sitt nu gällande namn av Hub.-mor.. Verbascum gabrielae ingår i släktet kungsljus, och familjen flenörtsväxter. Inga underarter finns listade i Catalogue of Life.